# Phil Masinga
Phil Masinga (n. 28 iunie 1969, Klerksdorp, North West, Africa de Sud – d. 13 ianuarie 2019, Parktown⁠(d), Gauteng, Africa de Sud) a fost un fotbalist sud-african. Atacantul, care a debutat la națională în data de 7 iulie 1992 a participat alături de echipa țării sale la campaniile de calificare pentru Campionatul Mondial de Fotbal în anii 1994, 1998 și 2002, precum și la faza finală a Campionatului Mondial de Fotbal din 1998.

## Legături externe
- Playerhistory.com Accesat la data de 27.01.2010
- Soccerbase Arhivat în 11 august 2009, la Wayback Machine. Accesat la data de 27.01.2010
- FIFA Arhivat în 13 martie 2014, la Wayback Machine. Accesat la data de 27.01.2010